# توم سيليك

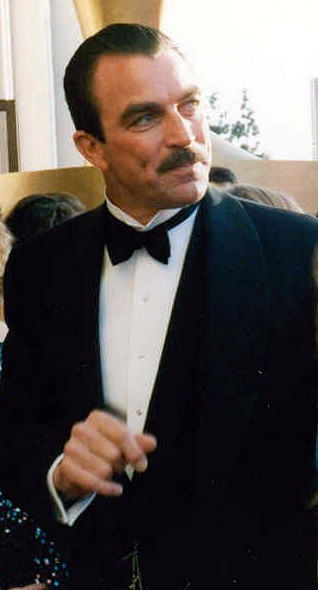
توم سيليك

توم سيليك Tom Selleck (ولد في 29 يناير 1945) هو ممثل أمريكي وسيناريست ومنتج سينمائي، اشتهر لدوره في مسلسل ماجنوم بي آي.

## روابط خارجية
- توم سيليك على موقع IMDb (الإنجليزية)
- توم سيليك على موقع روتن توميتوز (الإنجليزية)
- توم سيليك على موقع مونزينجر (الألمانية)
- توم سيليك على موقع ألو سيني (الفرنسية)
- توم سيليك على موقع تيرنر كلاسيك موفيز (الإنجليزية)
- توم سيليك على موقع أول موفي (الإنجليزية)
- توم سيليك على موقع قاعدة بيانات برودواي على الإنترنت (الإنجليزية)
- توم سيليك على موقع قاعدة بيانات الأفلام السويدية (السويدية)
- توم سيليك على موقع إن إن دي بي (الإنجليزية)
- توم سيليك على موقع ديسكوغز (الإنجليزية)